# Pilosella cymosa
La pelosella corimbosa (nome scientifico  Pilosella cymosa  (L.) F.W.Schultz e Sch.Bip., 1862) è una specie di pianta angiosperma dicotiledone della famiglia delle Asteraceae.

## Etimologia
Il nome del genere (Pilosella) deriva dal latino "pilosus" (significa "peloso") e si riferisce all'aspetto piuttosto pubescente di queste piante. L'epiteto specifico (cymosa) deriva dal latino: indica fusti portanti "cime", capolini più o meno appiattiti.
Il nome scientifico della specie è stato definito inizialmente dal botanico Linneo (1707 – 1778), perfezionato successivamente dai botanici Friedrich Wilhelm Schultz (1804-1876) e Carl Heinrich Schultz (1805-1867) nella pubblicazione " Flora; oder, (allgemeine) botanische Zeitung. Regensburg, Jena" (Flora 45: 429) del 1862.

## Descrizione

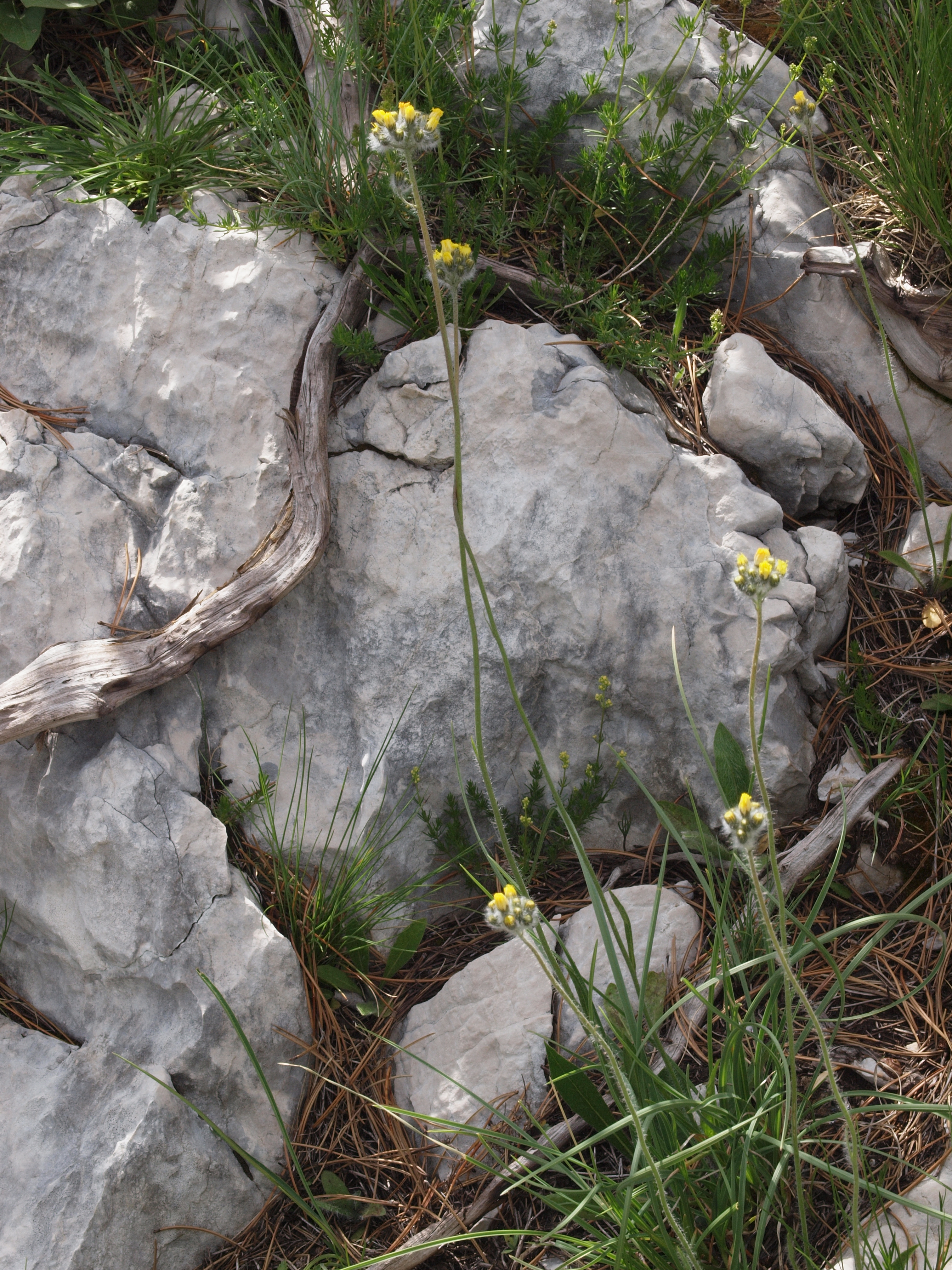
Il portamento

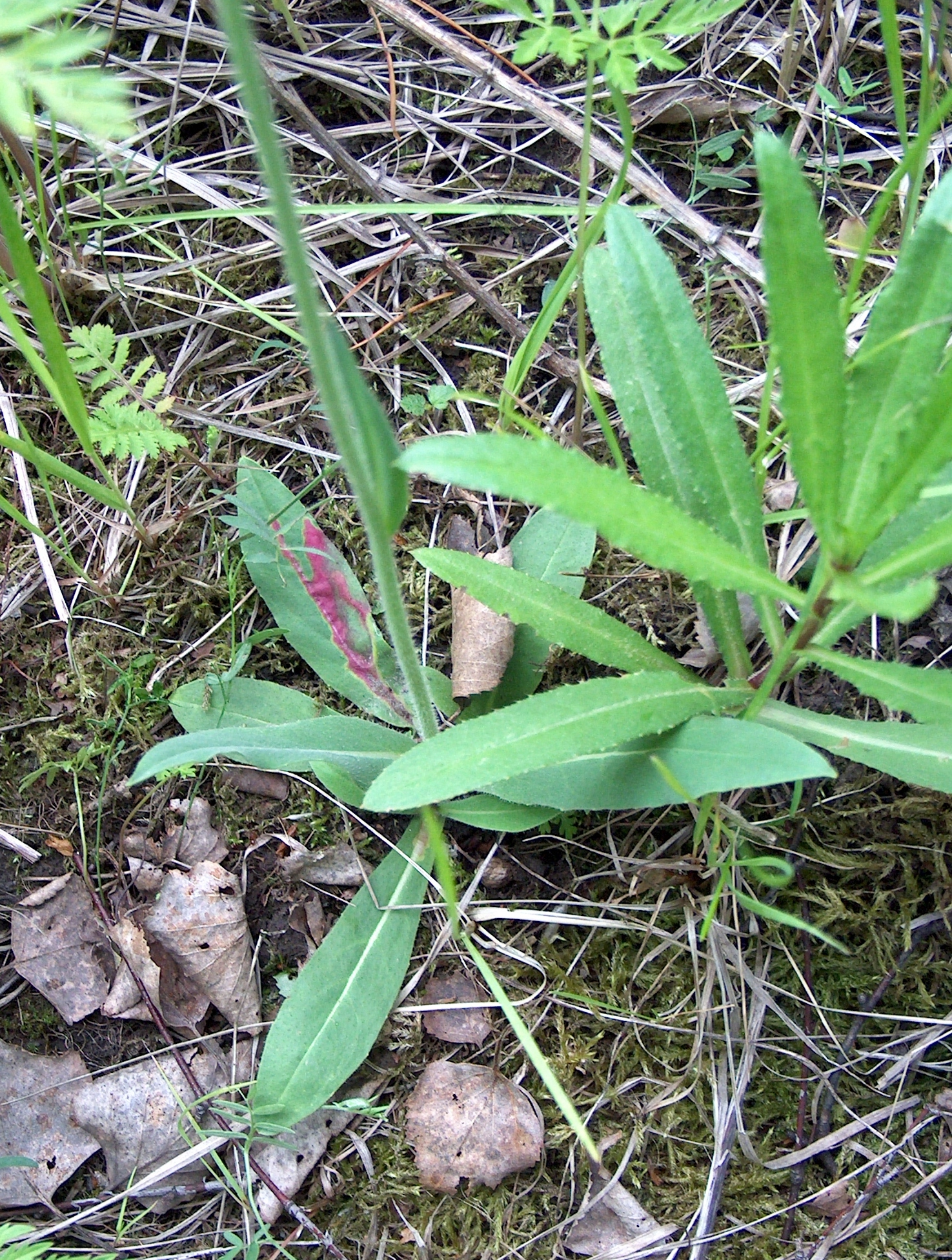
Le foglie

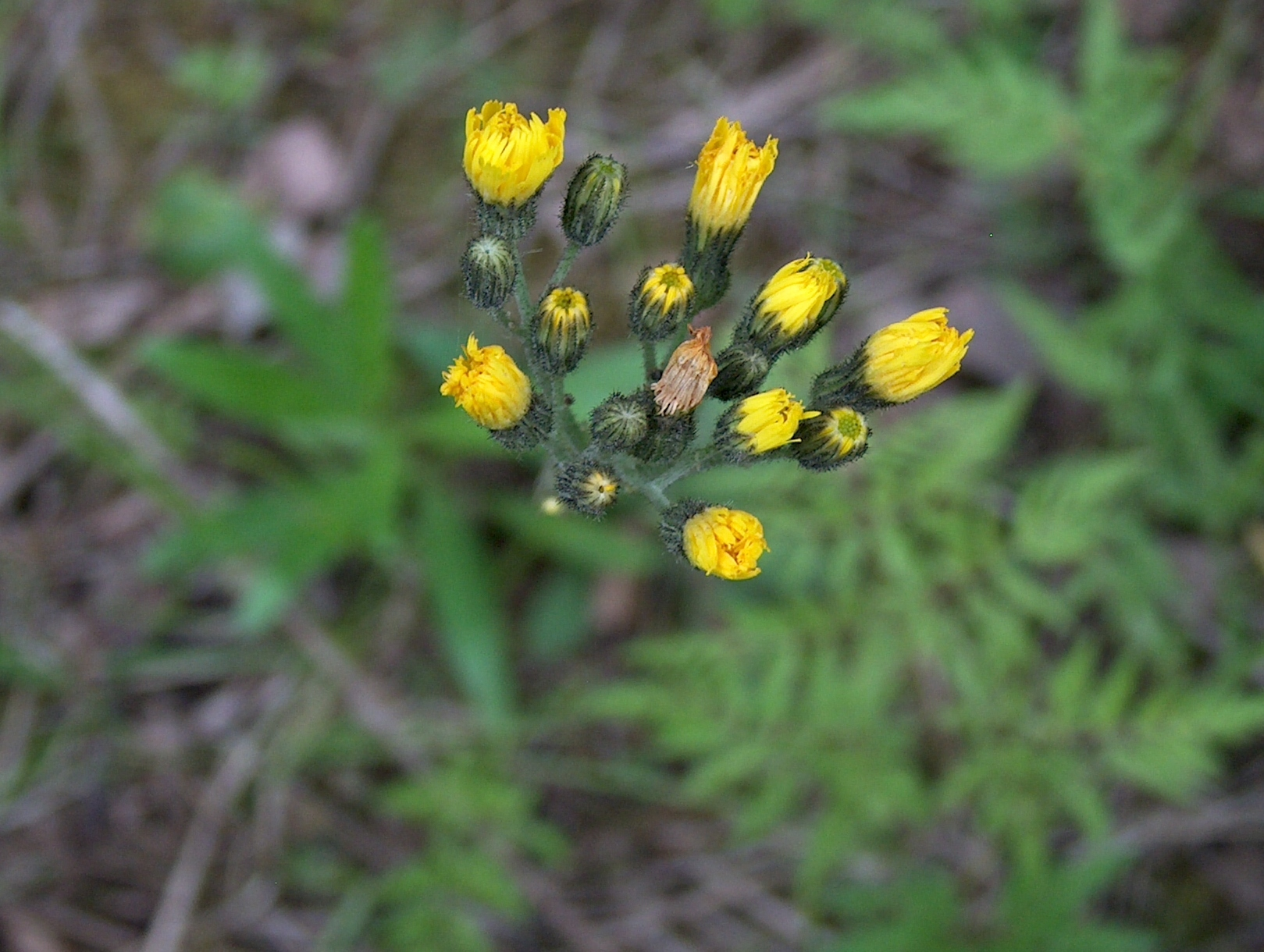
Infiorescenza

Habitus. Pilosella cymosa è una pianta erbacea alta da 40 a 80 cm. La forma biologica è emicriptofita rosulata (H ros), ossia in generale sono piante erbacee, a ciclo biologico perenne, con gemme svernanti al livello del suolo e protette dalla lettiera o dalla neve e hanno le foglie disposte a formare una rosetta basale. Inoltre sono piante provviste di latice. La pubescenza in genere è fatta di peli semplici, lunghi 1 – 5 mm e chiari.
Fusto. I fusti, in genere eretti e ascendenti, sono di solito solitari e mediamente ramificati di tipo fillopode. La consistenza è molle, il colore è verde tenue. Le radici in genere sono di tipo fittonante; non sono presenti stoloni (se presenti sono sottili, pallidi e con foglie squamiformi).
Foglie. Sono presenti sia foglie delle rosette basali che cauline con disposizione alterna. Le foglie basali (da 5 a 8) sono verdi, molli e opache; sono ristrette e confluenti in un picciolo lungo 5 – 10 cm; le forme della lamina sono da ellittiche a spatolate (quelle interne sono più lanceolate), con apici ottusi/arrotondati e bordi denticolati. La consistenza è molle, la colorazione è verde fino a verde-tenue. Le foglie cauline (da 2 a 4), ricoperte di peli ghiandolari, sono sessili con forme oblunghe (fino a lanceolate) con apici acuti.
Infiorescenza. Le sinflorerescenze, composte da molti capolini terminali (da 20 a 50 in tutto), sono di tipo umbellato (con 5 - 20 rami lunghi 2 – 5 cm). L'acladio è di 2 – 15 mm. L'infiorescenza è formata da un singolo capolino, solamente di tipo ligulifloro (ossia composto da diversi fiori ligulati). I capolini sono formati da un involucro composto da diverse brattee (o squame) all'interno delle quali un ricettacolo fa da base ai fiori ligulati. L'involucro ha una forma cilindrico-ellissoide ed è formato da 2 - 4 serie di brattee. Le brattee sono colorate di grigio-verde fino a verde-nerastro (hanno un margine stretto e scolorito), sono larghe 0,7 - 1,1 mm ed hanno un apice da acuto a ottuso. Il ricettacolo, alla base dei fiori, è nudo (senza pagliette) e con alveoli brevemente dentati al margine. I peduncoli dei capolini e le brattee involucrali hanno dei peli semplici bianchi.  Dimensione dell'involucro: 5 - 7,5 mm.
Fiori. I fiori, tutti ligulati (i fiori tubulosi in genere sono mancanti), sono tetra-ciclici (ossia sono presenti 4 verticilli: calice – corolla – androceo – gineceo) e pentameri (ogni verticillo ha in genere 5 elementi). I fiori sono ermafroditi, fertili e zigomorfi.
- Formula fiorale:

*/x K {\displaystyle \infty }, [C (5), A (5)], G 2 (infero), achenio
- Calice: i sepali del calice sono ridotti ad una coroncina di squame.
- Corolla: le corolle sono formate da un tubo (alla base) e da una ligula terminante con 5 denti; il colore è giallo saturo ma non striato.
- Androceo: gli stami sono 5 con filamenti liberi e distinti, mentre le antere sono saldate in un manicotto (o tubo) circondante lo stilo.[14] Le antere sono codate e allungate con una appendice apicale acuta; i filamenti sono lisci. Il polline è tricolporato.[15]
- Gineceo: lo stilo (giallo) è lungo, filiforme e peloso sul lato inferiore. Gli stigmi dello stilo sono due divergenti e ricurvi con la superficie stigmatica posizionata internamente (vicino alla base).[16] L'ovario è infero uniloculare formato da 2 carpelli.
- Antesi: da maggio a luglio.

Frutti. I frutti sono degli acheni con pappo. Gli acheni (colorati di castano scuro fino a bruno-nerastro) hanno una forma cilindrica ristretta alla base (ma non all'apice) e privi di becco (non sono compressi); sono inoltre provvisti di 10 coste longitudinali terminanti con un dentello. Il pappo si compone di fragili setole semplici color bianco-sporco su una sola serie. Dimensione degli acheni: 2 mm.

## Biologia
- Impollinazione: l'impollinazione avviene tramite insetti (impollinazione entomogama tramite farfalle diurne e notturne).
- Riproduzione: la fecondazione avviene fondamentalmente tramite l'impollinazione dei fiori (vedi sopra).
- Dispersione: i semi (gli acheni) cadendo a terra sono successivamente dispersi soprattutto da insetti tipo formiche (disseminazione mirmecoria). In questo tipo di piante avviene anche un altro tipo di dispersione: zoocoria. Infatti gli uncini delle brattee dell'involucro (se presenti) si agganciano ai peli degli animali di passaggio disperdendo così anche su lunghe distanze i semi della pianta.

## Distribuzione e habitat

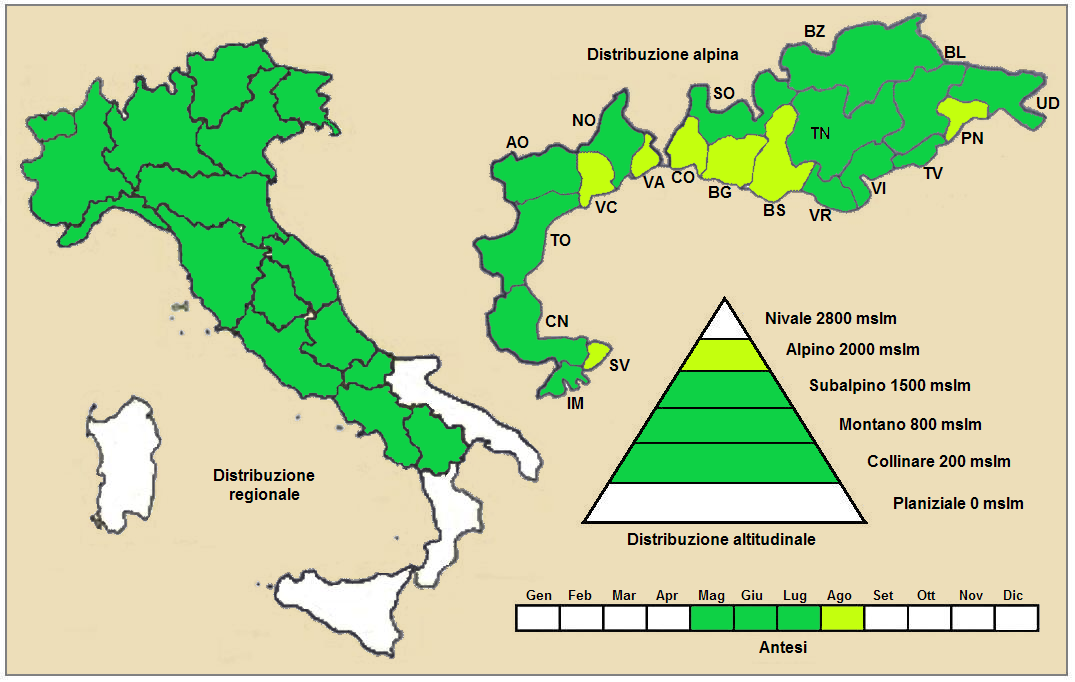
Distribuzione della pianta (Distribuzione regionale – Distribuzione alpina)

Geoelemento: il tipo corologico (area di origine) è Eurosiberiano / Est Europeo / Ovest Asiatico.
Distribuzione: in Italia questa specie si trova sia nelle Alpi che negli Appennini. Fuori dall'Italia, sempre nelle Alpi, questa specie si trova in Francia, Svizzera, Austria e Slovenia. Sugli altri rilievi collegati alle Alpi è presente nel Massiccio del Giura, Massiccio Centrale, Alpi Dinariche, Monti Balcani e Carpazi..
Habitat: l'habitat preferito per queste piante sono i prati aridi e magri e i luoghi erbosi. Il substrato preferito è calcareo ma anche calcareo/siliceo con pH basico, bassi valori nutrizionali del terreno che deve essere arido.
Distribuzione altitudinale: sui rilievi alpini, in Italia, queste piante si possono trovare tra 200 e 2.000 m s.l.m.; nelle Alpi frequentano quindi i seguenti piani vegetazionali: collinare, montano, subalpino e in parte quello alpino.

### Fitosociologia
Dal punto di vista fitosociologico alpino la pianta di questa voce appartiene alla seguente comunità vegetale:
Formazione: delle comunità a emicriptofite e camefite delle praterie rase magre secche
Classe: Festuco-Brometea.

## Tassonomia
La famiglia di appartenenza di questa voce (Asteraceae o Compositae, nomen conservandum) probabilmente originaria del Sud America, è la più numerosa del mondo vegetale, comprende oltre 23.000 specie distribuite su 1.535 generi, oppure 22.750 specie e 1.530 generi secondo altre fonti (una delle checklist più aggiornata elenca fino a 1.679 generi). La famiglia attualmente (2021) è divisa in 16 sottofamiglie.
Nelle checklist meno recenti questa specie è indicata come Hieracium cymosum L., 1763.

### Filogenesi
Il genere di questa voce appartiene alla sottotribù Hieraciinae della tribù Cichorieae (unica tribù della sottofamiglia Cichorioideae). In base ai dati filogenetici la sottofamiglia Cichorioideae è il terz'ultimo gruppo che si è separato dal nucleo delle Asteraceae (gli ultimi due sono Corymbioideae e Asteroideae). La sottotribù Hieraciinae fa parte del "quinto" clade della tribù; in questo clade è posizionata alla base ed è "sorella" al resto del gruppo comprendente, tra le altre, le sottotribù Microseridinae e Cichoriinae. Il nucleo della sottotribù Hieraciinae è l'alleanza Hieracium - Pilosella (comprendenti la quasi totalità delle specie della sottotribù - oltre 3000 specie) e formano (insieme ad altri generi minori) un "gruppo fratello". Alcuni Autori includono in questo gruppo anche i generi Hispidella e Andryala.
I caratteri distintivi per il genere Pilosella sono:
- tutta la piante è densamente pelosa;
- gli acheni hanno 10 coste longitudinali.

Classificazione del genere. Il genere Pilosella è un genere di difficile classificazione in quanto molte specie tendono ad ibridarsi e molto spesso tra una specie e un'altra è presente un "continuam" di caratteri e quindi sono difficilmente separabili. Qui in particolare viene seguita la suddivisione in sezioni del materiale botanico così come sono elencate nell'ultima versione della "Flora d'Italia".
La specie di questa voce è descritta all'interno della III sezione Pilosella sect. Cymellae, i cui caratteri principali sono:
- i peli in genere sono semplici, lunghi 1 - 5 mm e chiari;
- non sono presenti stoloni;
- lo scapo è ramificato, alto 20 - 100 cm, con molti capolini e con parecchie foglie cauline;
- le foglie basali sono verdi, molli e opache, quelle cauline sono ricoperte di peli ghiandolari;
- le sinflorescenze sono umbellate;
- i peduncoli dei capolini e le brattee involucrali hanno dei peli semplici bianchi.

La specie  P. cymosa  è invece individuata dai seguenti ulteriori caratteri:
- le sinflorescenze sono formate da 20 - 50 capolini;
- il colore dei fiori è giallo o giallo-saturo ma senza striature.

L'indumentum è uno degli elementi più importanti per distinguere le varie specie. P. cymosa è caratterizzata dalla seguente pubescenza:
| Tipo peli        | Caule                                                                                        | Foglie                                                     | Peduncoli dei capolini                                                | Brattee involucrali                                      |
| ---------------- | -------------------------------------------------------------------------------------------- | ---------------------------------------------------------- | --------------------------------------------------------------------- | -------------------------------------------------------- |
| Peli semplici    | Densi in basso, in alto da densi a sparsi, lunghi 0,5 – 3 mm, da molli a subrigidi e bianchi | Densi sui 2 lati e al margine, lunghi 0,5 – 5 mm           | Da molto densi a densi, lunghi 1 – 4 mm, bianchi (fino a grigio-neri) | Densi e molli, lunghi 2 – 3 mm, bianchi (in basso grigi) |
| Peli ghiandolari | Assenti o sparsi                                                                             | Assenti o solo al margine (i peli ghiandolari sono minuti) | Da assenti a densi                                                    | Presenti solamente all'apice                             |
| Peli stellati    | Da molto densi a densi                                                                       | Densi sulle nervature, altrove da sparsi a densi           | Da molto densi a densi                                                | Assenti sul margine, altrove da sparsi a densi           |

Il numero cromosomico di P. cymosa è: 2n = 18, 36,45, 54 e 63.

### Sottospecie
Per questa specie sono riconosciute 3 sottospecie presenti nella flora spontanea italiana.
- Pilosella cymosa subsp. cymosa - Distribuzione: Italia, Europa (dalla Francia alla Russia) e Siberia occidentale
- Pilosella cymosa subsp. sabina (Sebast.) H.P.Fuchs, 1980 - Distribuzione: Italia e dalla Francia alla Transcaucasia
- Pilosella cymosa subsp. vaillantii (Tausch) S.Bräut. & Greuter, 2007 - Distribuzione: Italia, Europa (dalla Francia alla Russia) e Siberia occidentale

## Specie simili
Nella "Flora d'Italia" nella stessa sezione di questa voce (Pilosella sect. Cymellae ) sono indicate le seguenti altre specie, più o meno simili a quelle di questa voce:
- Pilosella guthnikiana  (Hegetschw. & Heer) Soják, 1972[23] - Pelosella di Guthnik: l'altezza massima della pianta è di 40 – 60 cm; il ciclo biologico è perenne; la forma biologica è emicriptofita rosulata (H ros); il tipo corologico è Alpico / Balcanico; l'habitat tipico sono i prati alpini e subalpini; in Italia è una specie rara e si trova nelle Alpi fino ad una quota compresa tra 1.400 e 2.400 m s.l.m..

Si distingue da P. cymosa per: le sinflorescenze sono formate da 15 - 20 capolini; i fiori sono colorati di giallo zafferano con striature rosse (sono possibili altre combinazioni: solo le ligule dei fiori esterni sono striati di rosso, oppure le ligule interne sono colorate di rosso solamente all'apice).
Alla specie P. cymosa sono collegate le seguenti altre specie:
- Pilosella cymiflora (Nägeli & Peter) S.Bräut. & Greuter, 2007 - I caratteri sono più simili alla specie P. cymosa che alla specie P. officinarum.
- Pilosella pachycymigera (Gottschl.) Gottschl., 2010 - I caratteri sono più simili alla specie P. cymosa che alla specie P. hoppeana.
- Pilosella laggeri (Sch.Bip. ex Rchb.) F.W.Schultz & Sch.Bip., 1862 - I caratteri sono intermedi tra la specie P. cymosa e la specie P. glacialis.
- Pilosella hybrida (Vill.) F.W.Schultz & Sch.Bip., 1862 - I caratteri sono più simili alla specie P. cymosa che alla specie P. peleteriana.
- Pilosella sciadophora (Nägeli & Peter) Soják, 1971 - I caratteri sono intermedi tra la specie P. cymosa e la specie P. lactucella.
- Pilosella sciadogena Gottschl., 2011 - I caratteri sono più simili alla specie P. sciadophora che alla specie P. officinarum.